# لاعب وسط (كرة القدم)

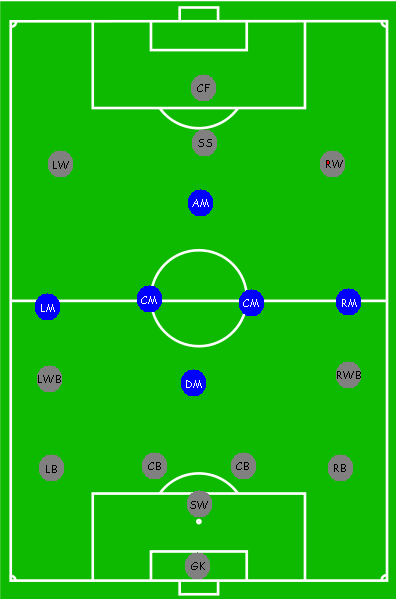
مواقع لاعبي الوسط باللون الأزرق

لاعب الوسط هو أحد المراكز الرئيسية في لعبة كرة القدم، ويُعد همزة الوصل بين خط الدفاع وخط الهجوم. يتمركز لاعب الوسط عادةً في وسط الملعب، ويؤدي دورًا محوريًا في تنظيم اللعب، سواء من خلال بناء الهجمات أو المساهمة في المهام الدفاعية.وتتنوع أدواره بشكل كبير حسب أسلوب الفريق والخطة التكتيكية، إذ يشمل مركز الوسط أنواعًا متعددة مثل الوسط الدفاعي، وصانع ألعاب، والوسط المتقدم، ولاعب وسط شامل، مما يجعل هذا المركز من أكثر المراكز تطلبًا من حيث اللياقة والمهارة والرؤية التكتيكية..
خط الوسط يعد من أهم مراكز كرة القدم وتتنوع مهامه منها ما هو دفاعي كلاعب المحور الدفاعي «الارتكاز» ومنها ما هو هجومي كصانع اللعب المتقدم ومنها ما يكون على الاطراف، ومن الصفات التي يجب أن تكون لدى لاعب الوسط بشكل عام دقة التمرير للمهاجمين والتسديد القوي المحكم ومن المهارات التي يجب أن يتميز بها الوسط الدفاعي قطع الكرات بسلاسة، نقل الكرة إلى الشق الهجومي لفريقه والبنية الجسدية وقوة التسديد، أما خط الوسط الذي يلعب بالأطراف فيجب أن يكون سريع وذو تمريرات دقيقة وحاسمة والعرضية لكي يستفيد منها المهاجمون وأيضا يجب أن يكون لديه القدرة على المراوغة أما صانع اللعب فمن المميزات التي يجب أن يكون يتصف بها سرعة التمريرات ودقتها قوة التسديد والتحكم بالكرة بالشكل الجيد أما الأرقام المتداولة لهذه المراكز فهي: 6-8-15-7

## أنواع لاعبي خط الوسط

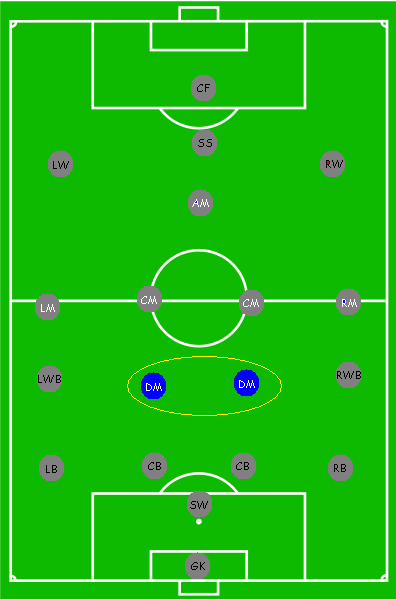
لاعبين خط الوسط الدفاعي المحددين بالدوائر الزرقاء.

### وسط مركزي

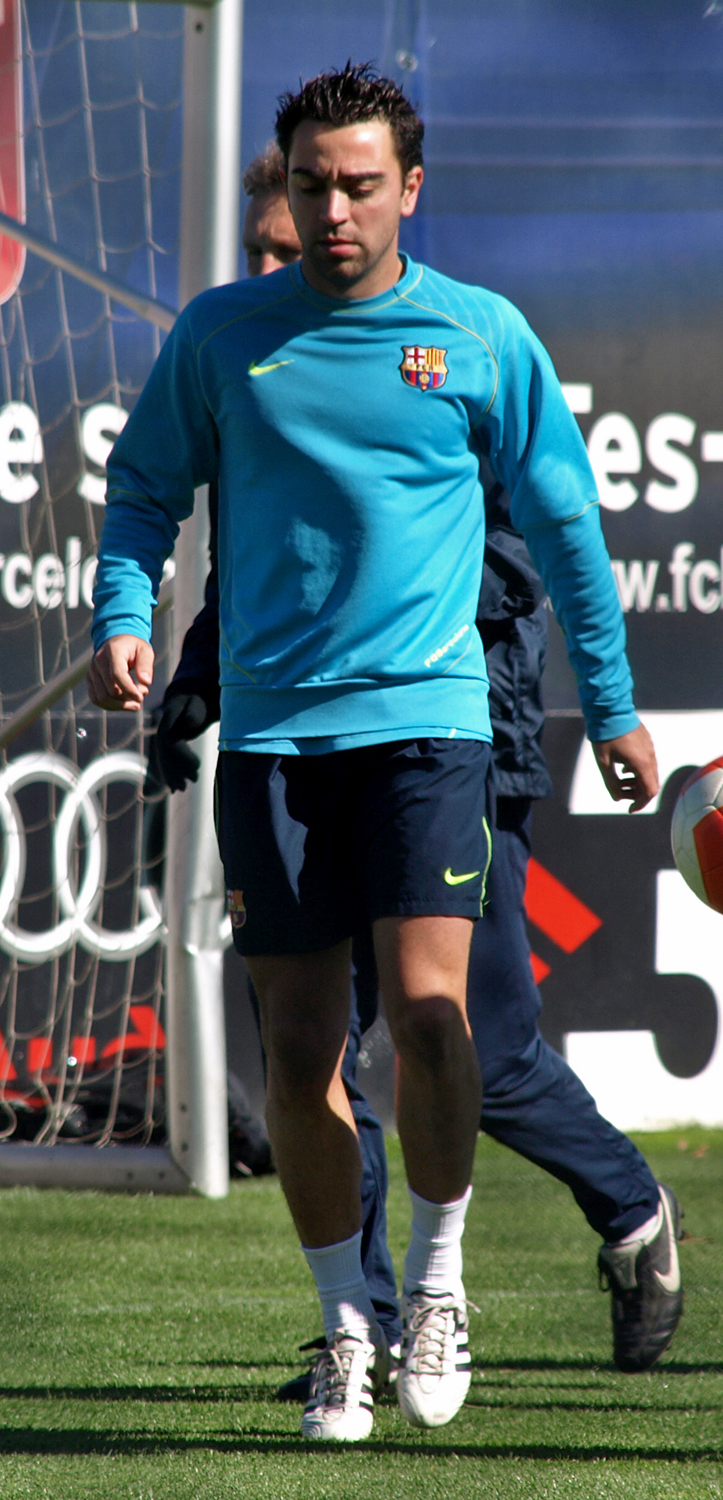
اختير لاعب الوسط الإسباني السابق تشافي للانضمام إلى فريق الفيفا برو وورلد 11 لمدة ثماني سنوات متتالية.

يُعد لاعبو الوسط المركزيون من العناصر الأساسية في خط الوسط، حيث تتوزع أدوارهم بين المهام الهجومية والدفاعية بهدف التحكم بمجريات اللعب في وسط الملعب ومحيطه. يسعى هؤلاء اللاعبون إلى تمرير الكرة إلى لاعبي الوسط الهجومي والمهاجمين، كما يشاركون أحيانًا في الهجمات عبر التقدم إلى منطقة الجزاء الخاصة بالفريق المنافس ومحاولة التسديد على المرمى.
يُقدِّم لاعبو الوسط المركزيون دعمًا ثانويًا للمهاجمين سواء أثناء الاستحواذ على الكرة أو في حال فقدانها. وعند امتلاك الفريق المنافس للكرة، قد يتراجع لاعب الوسط المركزي للدفاع عن مرماه، أو يتقدم للضغط على حامل الكرة بهدف استعادتها.
عند أداء المهام الدفاعية، يتموضع لاعب الوسط المركزي أمام قلبي الدفاع لعرقلة التسديدات البعيدة وتتبع تحركات لاعبي وسط الخصم الذين يندفعون نحو منطقة الجزاء.
تُستخدم تشكيلات مثل 4–3–3 و4–5–1 بثلاثة لاعبي وسط مركزيين، بينما تعتمد تشكيلة 4–4–2 عادةً على لاعبي وسط مركزيين اثنين، وفي تشكيلة 4–2–3–1 يؤدي أحد لاعبي الوسط المتأخرين دور لاعب الوسط المركزي.
ويُعرف أبرز لاعبي الوسط المركزيين بقدرتهم على ضبط إيقاع اللعب عند استحواذ فريقهم على الكرة، من خلال التحكم في سرعة وتيرة المباراة انطلاقًا من وسط الملعب.

### لاعب خط وسط

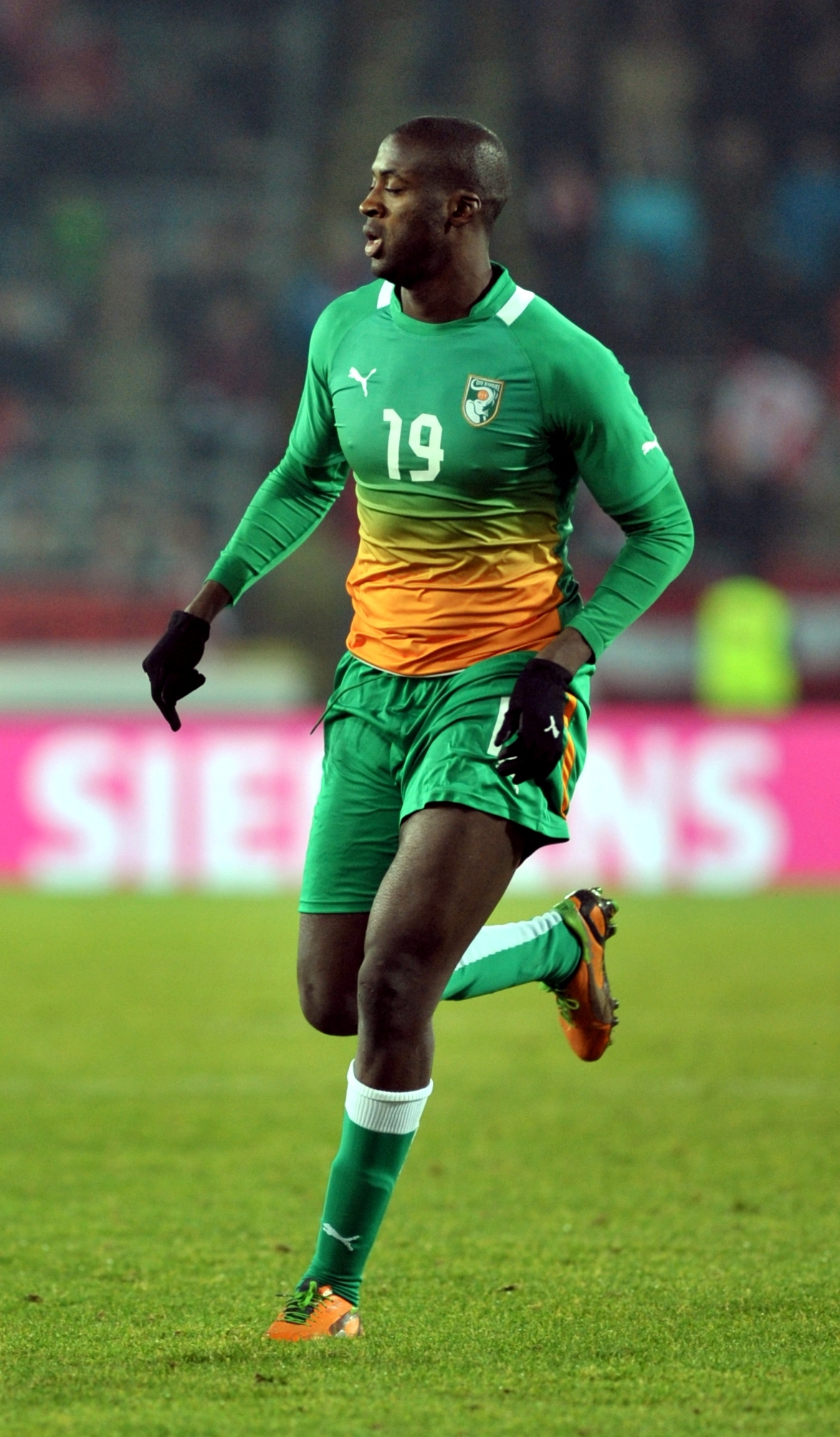
يايا توريه يلعب مع منتخب ساحل العاج عام 2012.

يشير مصطلح لاعب خط الوسط (Box-to-box) (اختصارًا إلى BBM أو B2B) إلى لاعبي خط الوسط المركزيين الذين يعملون بجد ولديهم قدرات جيدة من جميع النواحي، مما يجعلهم ماهرين في كل من الدفاع والهجوم. وبالتالي، يمكن لهؤلاء اللاعبين العودة إلى منطقة الجزاء الخاصة بهم للقيام بالتدخلات ومنع التسديدات وأيضًا حمل الكرة للأمام أو الركض إلى مربع الخصم لمحاولة التسجيل. ابتداءً من منتصف العقد الأول من القرن الحادي والعشرين، أدى تغير الاتجاهات وانحدار التشكيل القياسي 4-4-2 (في كثير من الحالات لإفساح المجال لتشكيلات 4–2–3–1 و4–3–3) إلى فرض قيود على لاعبي خط الوسط التقليديين في الثمانينيات والتسعينيات من القرن الماضي، حيث تم تقسيم دوري خط الوسط للفرق إلى «حاملات» أو «مبتكرين»، مع اختلاف ثالث عن الدور الذي يوصف بأنه دور «الناقل» أو «جراح». بعض الأمثلة البارزة على لاعبي خط الوسط من المربع إلى المربع هم لوثار ماتيوس، كلارنس سيدورف، باستيان شفاينشتايجر، ستيفن جيرارد، يوهان نيسكينز، سقراط، يايا توريه، باتريك فييرا، فرانك لامبارد وروي كين.

### ميزيلا
في كرة القدم الإيطالية، المصطلح ميزيلا (حرفيا «نصف الجناح» باللغة الإيطالية) يستخدم لوصف مركز لاعب أو اثنين من لاعبي الوسط الذين يلعبون على جانبي لاعب خط وسط و / أو صانع ألعاب. تم تطبيق المصطلح في البداية على دور المهاجم الداخلي في تشكيلات و تشكيل (كرة قدم) باللغة الإيطالية، لكنه وصف فيما بعد نوعًا معينًا من لاعب خط الوسط المركزي. غالبًا ما يكون الميزالا لاعب وسط سريعًا يعمل بجد وعقلية هجومية، ويتمتع بمهارات جيدة وقدرات هجومية ملحوظة، بالإضافة إلى ميل للقيام بعمليات هجومية متداخلة، ولكنه أيضًا لاعب يشارك في الجانب الدفاعي من اللعبة، ومن يمكن أن يعطي عرضًا لفريق من خلال الانجراف على نطاق واسع؛ على هذا النحو، يمكن تطبيق المصطلح على عدة أدوار مختلفة. في اللغة الإنجليزية، أصبح المصطلح يُنظر إليه على أنه نوع مختلف من دور لاعب خط الوسط.

## لاعب وسط واسع
اليسار واليمين الوسط يكون لها دور متوازنة بين الهجوم والدفاع في حين أنها تلعب الكثير من الصلبان في المربع إلى الأمام. يتم وضعهم بالقرب من خطوط التلامس في الملعب. قد يُطلب منهم عبور الكرة إلى منطقة جزاء الخصم لخلق فرص للتسجيل لزملائهم في الفريق، وعند الدفاع قد يضغطون على الخصوم الذين يحاولون العرضية.
التشكيلات الحديثة الشائعة التي تشمل لاعبي الوسط الأيمن والأيسر هي تشكيلات 4−4−2 و4−4−1−1 و4–2–3–1 و4−5−1. يصف جوناثان ويلسون تطور تشكيل 4−4−2: «... أصبح الجناح لاعب خط وسط واسع، لاعب كرة قدم، شخص يُتوقع منه أن يعبر الكرة ولكن كان من المفترض أيضًا أن يقوم بنوبة دفاعية.»  مثالان بارزان على لاعبي خط الوسط العريضين هما ديفيد بيكهام وريان جيجز.

تشكيل Metodo: يحتل نصفي الجناح (الأصفر) موقعًا دفاعيًا أكثر يدعم الداخل للأمام.

في كرة القدم الإيطالية، يُعرف دور لاعب خط الوسط العريض باسم دبوس شعر خط الوسط أو ببساطة منحنى دبوس الشعر («العائد»)؛ نشأ من دور مهاجم خارجي، وأصبح معروفًا على هذا النحو لأنه غالبًا ما كان يتطلب من اللاعبين في هذا المركز تعقب الخط الخلفي ومساعدة الخط الخلفي في المهام الدفاعية، بالإضافة إلى مساعدة خط الوسط والهجوم.

### نصف الجناح
المركز التاريخي لنصف الجناح (يجب عدم الخلط بينه وبين الميزالا) تم منحه للاعبي الوسط (أنصاف الظهير) الذين لعبوا بالقرب من جانب الملعب. أصبح باليا واللاعبين واسعة مع واجبات دفاعية تميل إلى أن تصبح أكثر جزء من الدفاع كما ظهر كامل.

## لاعب خط وسط دفاعي

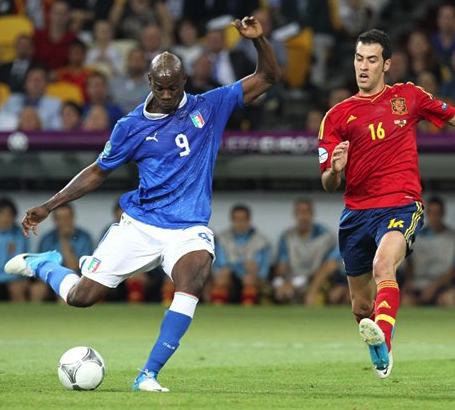
يتحرك لاعب الوسط الإسباني سيرجيو بوسكيتس (16، أحمر) لصد تسديدة من المهاجم الإيطالي ماريو بالوتيلي.

لاعبو خط الوسط الدفاعيون هم لاعبو خط وسط يركزون على حماية مرمى فريقهم. قد يدافع هؤلاء اللاعبون عن منطقة أمام دفاع فريقهم، أو يراقبون مهاجمين معينين من الخصم. قد ينتقل لاعبو خط الوسط الدفاعي أيضًا إلى مواقع الظهير أو قلب الدفاع إذا تقدم هؤلاء اللاعبون للأمام للانضمام إلى الهجوم. وصف سيرجيو بوسكيتس موقفه: «المدرب يعرف أنني لاعب مطيع يحب المساعدة وإذا كان علي الركض إلى الجناح لتغطية مركز شخص ما، فهذا رائع». يحتاج لاعب خط الوسط الدفاعي الجيد إلى وعي جيد بالموقع، وتوقع لعب الخصم، والدفاع، والتدخل، والاعتراضات، والتمرير، والقدرة على التحمل والقوة (للتدخل). في كرة القدم في أمريكا الجنوبية.
لاعب يتواجد أمام المدافعين ويسمى أيضا بلاعب ارتكاز والذي تبنى عليه الهجمات ويقوم الضغط على حامل الكرة لدى الفريق الخصم كما يقوم أيضا بمساعدة زملائه المدافعين في التغطية الدفاعية ومراقبة مهاجمين الخصم داخل وسط الميدان كما يقوم بصناعة بعض الفرص ويسدد بشكل متقطع اثناء الهجوم الساحق على الخصم.

### لاعب خط وسط
A عقد أو في أعماق الكذب إقامة لاعب خط الوسط بالقرب من فريقهم الدفاع، في حين أن لاعبي خط الوسط أخرى قد المضي قدما في الهجوم. قد يكون للاعب خط الوسط أيضًا مسؤوليات عندما يمتلك فريقه الكرة. سيقوم هذا اللاعب في الغالب بتمريرات قصيرة وبسيطة لأعضاء أكثر هجومًا في فريقهم ولكن قد يجرب بعض التمريرات الأكثر صعوبة اعتمادًا على إستراتيجية الفريق. يعتبر مارسيلو بيلسا رائدا في استخدام لاعب خط الوسط في الدفاع. يمكن رؤية هذا الموقف في تشكيلات الماس 4–2–3–1 و4–4–2. 
في البداية، كان لاعب خط الوسط الدفاعي، أو «المدمر»، وصانع الألعاب، أو «المبدع»، غالبًا ما يلعبون جنبًا إلى جنب مع بعضهم البعض كلاعب خط وسط مركزي للفريق. عادة ما يكون المدمر مسؤولاً عن التدخلات واستعادة الكرة وتوزيعها على منشئها، بينما كان المنشئ مسؤولاً عن الاحتفاظ بالكرة والحفاظ عليها، غالبًا بتمريرات طويلة إلى الأجنحة، بطريقة أقدم. - صانع ألعاب عميق أو ريجيستا (انظر أدناه). من الأمثلة المبكرة على المدمرة نوبي ستيلز، وهربرت فيمر، وماركو تارديلي، بينما تشمل الأمثلة اللاحقة كلود ماكيلي وخافيير ماسكيرانو، على الرغم من أن العديد من هؤلاء اللاعبين يمتلكون أيضًا صفات أنواع أخرى من لاعبي خط الوسط، وبالتالي لم يقتصروا على دور واحد. من الأمثلة المبكرة للمبدعين جيرسون، وجلين هودل، وصاندي أوليسيه، في حين أن الأمثلة الأكثر حداثة هي تشابي ألونسو ومايكل كاريك. تم تطوير النوعين الأحدث والثالث من لاعب خط الوسط الحامل كلاعب خط وسط، أو «ناقل» أو «عاطل»، ليس مدمرًا تمامًا ولا مبدعًا، قادر على استعادة الاستحواذ والتقدم من مواقع أعمق إما عن طريق توزيع الكرة إلى أحد أعضاء الفريق والركض في وقت متأخر في المربع، أو عن طريق حمل الكرة بنفسه؛ ومن الأمثلة الحديثة على هذا النوع من اللاعبين، كلارنس سيدورف وباستيان شفاينشتايجر، في حين أن سامي خضيرة وفرناندينيو هم من المدمرات ذات الميول الحاملة، ولوكا مودريتش هو ناقل يتمتع بصفات عديدة من ريجيستا، ويايا توريه كان الناقل الذي أصبح صانع ألعاب، فيما بعد جزء من حياته المهنية، بعد أن فقد قدرته على التحمل.

### صانع الالعاب المتاخر

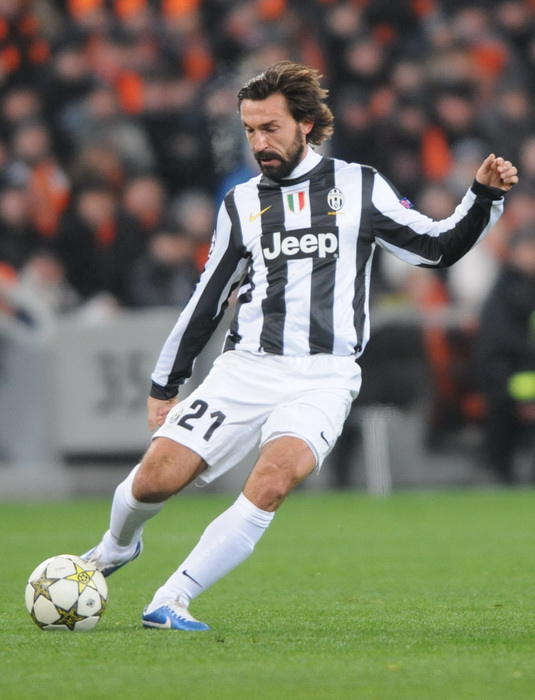
صانع الألعاب الإيطالي الكاذب أندريا بيرلو ينفذ تمريرة. غالبًا ما يُنظر إلى بيرلو على أنه أحد أفضل صانعي الألعاب الذين يتمتعون بالكذب العميق في كل العصور.

صانع الألعاب الكاذب هو لاعب خط وسط ثابت يتخصص في مهارات الكرة مثل التمرير، بدلاً من المهارات الدفاعية مثل التدخل. عندما يكون هذا اللاعب لديه الكرة، فقد يحاول تمريرات أطول أو أكثر تعقيدًا من اللاعبين الممسكين الآخرين. قد يحاولون ضبط إيقاع اللعب فريقهم، الاحتفاظ بحيازة أو المسرحيات بناء من خلال التبادلات القصيرة، أو أنها قد تحاول تمرير الكرة لفترة طويلة ل مركز الأمام أو الجناح، أو حتى تمرير قصيرة لزميله في الحفرة، ومنطقة بين مدافعي الخصم ولاعبي الوسط.
بدلاً من ذلك، وصف الكاتب جوناثان ويلسون دور تشابي ألونسو في خط الوسط بأنه دور «مبتكر»، وهو لاعب كان مسؤولاً عن الاحتفاظ بالحيازة بطريقة صانع ألعاب أو ريجيستا من الطراز القديم، مشيرًا إلى أن: «على الرغم من قدرته من القيام بالتدخلات، ركز [ألونسو] على إبقاء الكرة تتحرك، وأحيانًا تمريرات طويلة إلى الأجنحة لتغيير زاوية الهجوم».

تشكيل 2-3-5: نصفي الجناح (أصفر) يحيطان نصف المركز.

### نصف المركز
تراجع مركز نصف الظهير التاريخي تدريجيًا من خط الوسط لتوفير حماية متزايدة للخط الخلفي ضد المهاجمين - ولا يزال يشار إلى هذا الدور الدفاعي المخصص في الوسط عادةً باسم «نصف الوسط» باعتباره إرثًا من أصولها. في لغة كرة القدم الإيطالية.

## لاعب خط الوسط المهاجم
لاعب يلعب في وسط الملعب ويكون قادر على الهجوم والمراوغة وصنع الألعاب للمهاجمين والتسديد من خارج منطقة الجزاء ومن خصائصه:
1. رفع الكرة لمساعدة المهاجمين والتمريرات الطويلة
2. التسديد من خارج منطقة الجزاء فهي أفضل طريقة للتسجيل
3. الهجوم وخاصة على الأطراف والمراوغة
4. سرعته في بعض الأوقات على الأطراف للمساعدة على اختراق المدافعين

«لاعب الوسط المهاجم» هو لاعب خط وسط يتم وضعه في مركز خط وسط متقدم، وعادة ما يكون بين خط الوسط المركزي ومهاجمي الفريق، وله دور هجومي في المقام الأول.
ومع ذلك، ليس كل لاعبي خط الوسط المهاجمين هم لاعبو خط الوسط المهاجمون - فبعض لاعبي خط الوسط المهاجمين عموديون للغاية وهم في الأساس مهاجمون مساعدون يعملون على ربط اللعب، أو إمساك الكرة، أو تقديم تمريرة نهائية، أي مهاجمين ثانويين.
وفقًا للتمركز على طول الملعب، يمكن تقسيم خط الوسط المهاجم إلى أدوار خط الوسط المهاجم الأيسر والأيمن والمركزي، لكن الأهم من ذلك أنهم مهاجمون خلف المهاجمين. يمكن الإشارة إلى لاعب خط الوسط المهاجم على أنه صانع ألعاب، أو رقم عشرة (بسبب ارتباط القميص رقم 10 بهذا المركز).

### صانع لعب متقدم

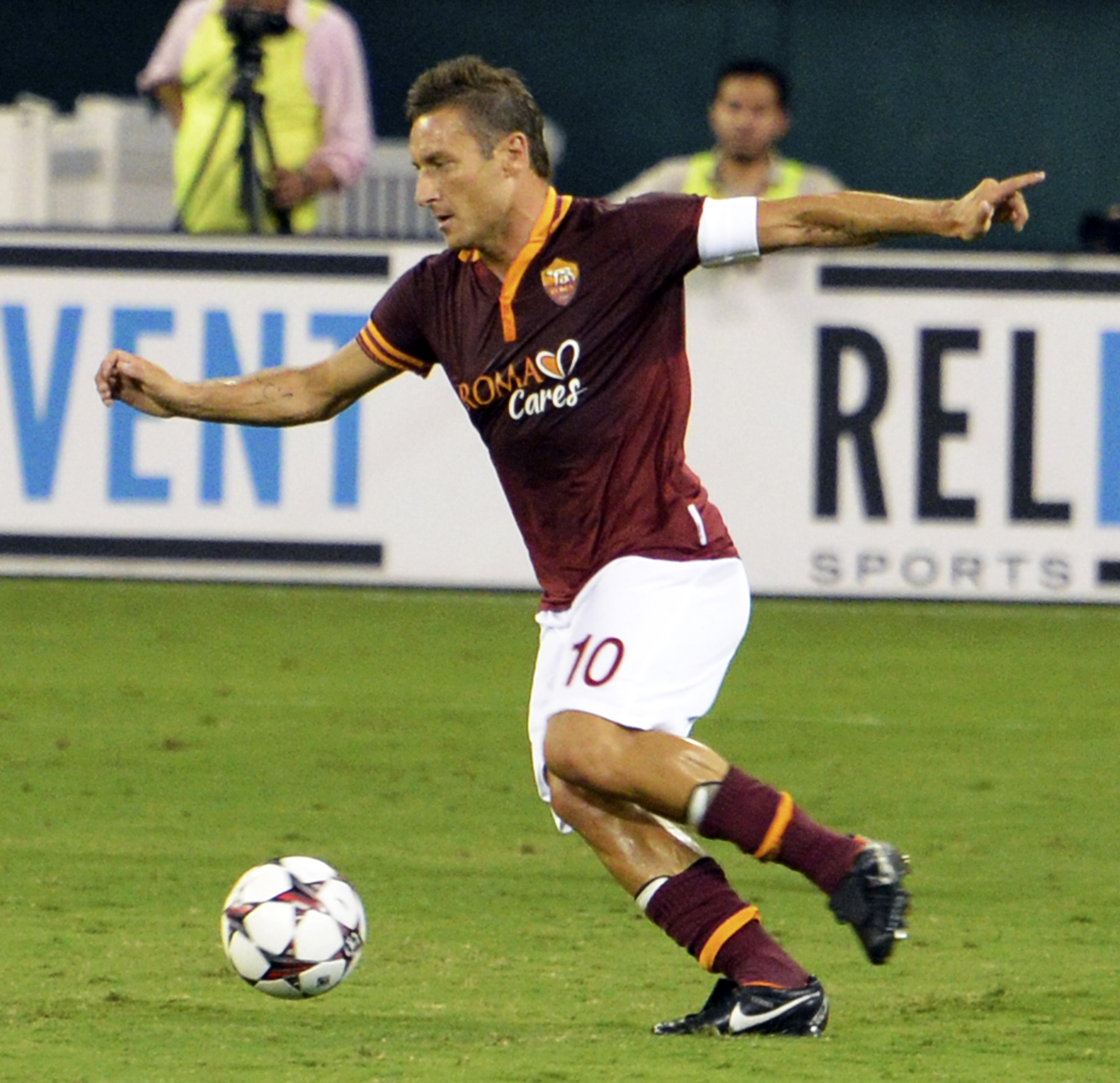
صانع الألعاب الإيطالي المهاجم فرانشيسكو توتي يلعب مع روما في 2013

يعمل هؤلاء اللاعبون عادةً كمحور هجومي للفريق، ويقال أحيانًا أنهم «يلعبون في الحفرة»، على الرغم من أنه يمكن أيضًا استخدام هذا المصطلح كمحور للأمام. يعتبر لاعب الوسط المهاجم موقعًا مهمًا يتطلب من اللاعب امتلاك قدرات فنية فائقة من حيث التمرير والمراوغة، وكذلك، ربما الأهم من ذلك، القدرة على قراءة دفاع الخصم من أجل تسليم تمريرات تقسيم الدفاع إلى المهاجم.
يتمثل الدور الرئيسي للاعب خط الوسط المتخصص هذا في خلق فرص جيدة للتسديد وتسجيل الأهداف باستخدام رؤية فائقة وتحكم ومهارة فنية من خلال عمل تمريرات عرضية من خلال الكرات وضربات قاضية بالرأس لزملائه في الفريق. قد يحاولون إعداد فرص التسديد لأنفسهم عن طريق المراوغة أو أداء العطاء والانطلاق مع أحد زملائهم في الفريق. قد يقوم لاعبو خط الوسط المهاجمون أيضًا بالركض في منطقة جزاء الخصم من أجل التسديد من تمريرة زميل آخر في الفريق.
عندما يتم استخدام لاعب خط وسط مهاجم مبدع، أي صانع ألعاب متقدم، بشكل منتظم، يكون هو أو هي عادة نجم الفريق، وغالبًا ما يرتدي القميص رقم 10. على هذا النحو، غالبًا ما يتم إنشاء فريق للسماح للاعب خط الوسط المهاجم الخاص به بالتجول بحرية وخلق ما يتطلبه الموقف.
هناك أيضًا بعض الأمثلة على صانعي الألعاب المتقدمين الأكثر مرونة، مثل زين الدين زيدان وأندريس إنييستا وخوان ريكيلمي ونسيب وديفيد سيلفا. يمكن لهؤلاء اللاعبين التحكم في إيقاع اللعبة في مناطق أعمق من الملعب مع القدرة أيضًا على الدفع للأمام ولعب كرات اختراق الخط.
يمكن اعتبار مسعود أوزيل لاعبًا كلاسيكيًا 10 تبنى أسلوبًا مباشرًا بدرجة أكبر وتخصص في لعب الكرة النهائية.

### لاعب خط الوسط المهاجم الكاذب
تم استخدام الوصف الخاطئ للاعب خط الوسط المهاجم في كرة القدم الإيطالية لوصف لاعب يلعب على ما يبدو كلاعب خط وسط مهاجم بتشكيلة 4–3–1–2، لكنه يتعمق في النهاية في خط الوسط، مما يؤدي إلى خروج لاعبين معارضي عن مراكزهم وصنعهم. مساحة ليتم استغلالها من قبل زملائك في الفريق للقيام بعمليات هجومية؛ سيجلس لاعب خط الوسط المهاجم الكاذب في نهاية المطاف في دور خط وسط مركزي ويعمل كصانع ألعاب عميق. لذلك فإن لاعب خط الوسط المهاجم الكاذب عادة ما يكون لاعبًا مبدعًا وذكيًا من الناحية التكتيكية يتمتع برؤية جيدة، وتقنية، وحركة، وقدرة على التمرير، وقدرة تسديدية من مسافة بعيدة. يجب أن يكون هو أو هي لاعبًا مجتهدًا وقادرًا على قراءة اللعبة ومساعدة الفريق بشكل دفاعي.

### «الكاذب 10» أو «جناح مركزي»
«الكاذب 10» أو «الجناح المركزي»  هو نوع من لاعبي الوسط، والذي يختلف عن لاعب خط الوسط المهاجم الكاذب. تمامًا مثل «مهاجم (كرة القدم)»، تكمن خصوصيتهم في حقيقة أنه على الرغم من أنهم يلعبون على ما يبدو كلاعب خط وسط مهاجم على الورق، على عكس صانع الألعاب التقليدي الذي يظل خلف المهاجم في وسط الملعب، فإن هدف 10 الخاطئ هو التحرك خارج الموقع والانجراف على نطاق واسع عند الاستحواذ على الكرة لمساعدة كلا من الأجنحة والظهير على زيادة التحميل على الأجنحة. هذا يعني مشكلتين للاعبي خط الوسط المنافسين: إما السماح لل 10 زائف بالانحراف على نطاق واسع، ووجودهم، جنبًا إلى جنب مع كل من الجناح والظهير، يخلق ميزة 3 ضد لاعبين على نطاق واسع؛ أو يتبعون الرقم 10 الكاذب، لكن اترك مساحة في وسط الملعب للأجنحة أو لاعبي خط الوسط المندفعين لاستغلالها. عادةً ما تكون العشرات الكاذبة هي الأجنحة التقليدية التي يُطلب منها اللعب في وسط الملعب، وطريقتهم الطبيعية في اللعب تجعلهم ينجرفون على نطاق واسع ويتطلعون إلى تقديم تسليمات في منطقة الجزاء لزملائهم في الفريق. في بعض الأحيان، يمكن أن يعمل الكاذب 10 أيضًا بطريقة مختلفة جنبًا إلى جنب مع خطأ 9، وعادة ما يكون في تشكيل 4–6–0، متنكراً إما بتشكيلة 4–3–3 أو 4–2–3–1. عندما يسقط المهاجمون الآخرون أو الكاذبون -9 في العمق ويجذبون المدافعين بعيدًا عن العشرات الكاذبة، مما يخلق مساحة في منتصف الملعب، فإن الكاذب 10 سيفاجئ المدافعين أيضًا من خلال استغلال هذه المساحة والخروج من المركز مرة أخرى، في كثير من الأحيان يؤدي القيام بالمراوغة الهجومية إلى الأمام نحو المرمى، أو الركض لتمريرات من 9 كاذبة، والتي بدورها تمكنهم من خلق فرص لتسجيل الأهداف أو الذهاب إلى الهدف بأنفسهم.

## الجناح
مركز الجناح هو أحد المراكز في تشكيلة كرة القدم، هو الذي يكون على الأطراف فيجب أن يكون لاعب مركز الجناح سريع وذو تمريرات دقيقة وحاسمة والعرضية لكي يستفيد منها المهاجمون وأيضا يجب أن يكون لديه القدرة على المراوغة، كما يجب أن يكون قادر على الهجوم والمراوغة وصنع الألعاب للمهاجمين والتسديد من خارج منطقة الجزاء ومن خصائصه:
1. رفع الكرة لمساعدة المهاجمين والتمريرات الطويلة
2. التسديد من خارج منطقة الجزاء فهي أفضل طريقة للتسجيل
3. الهجوم وخاصة على الأطراف والمراوغة
4. سرعته في بعض الاوقات على الأطراف للمساعدة على اختراق المدافعين

في كرة القدم الحديثة، تشير مصطلحات الجناح أو اللاعب الواسع إلى غير المدافع الذي يلعب على الجانبين الأيسر أو الأيمن من الملعب. يمكن أن تنطبق هذه الشروط على لاعبي الوسط الأيمن أو الأيسر، ولاعبي الوسط المهاجمين من اليسار أو اليمين، أو المهاجمين الأيمن أو الأيسر. المدافعون عن الجانب الأيسر أو الأيمن مثل الظهير الأجنحة أو الظهير الكامل لا يطلق عليهم بشكل عام الأجنحة.
في تشكيل 2−3−5 المشهور في أواخر القرن التاسع عشر، ظلت الأجنحة في الغالب بالقرب من خطوط التماس في الملعب، وكان من المتوقع أن تعبر الكرة إلى داخل الفريق ومهاجميه. تقليديا، كانت الأجنحة تهاجم اللاعبين فقط ولم يكن من المتوقع أن تتعقب وتدافع. بدأ هذا يتغير في الستينيات. في كأس العالم 1966، لم يختار مدرب إنجلترا ألف رامزي الأجنحة من ربع النهائي فصاعدًا. كان هذا الفريق معروفًا باسم «عجائب بلا أجنحة» وأدى إلى تشكيل 4-4-2 الحديث.
وقد أدى ذلك إلى أن يكون لمعظم اللاعبين العصريين دور أكثر إلحاحًا، بمعنى أنه من المتوقع منهم توفير غطاء دفاعي لظهورهم وتعقبهم لاستعادة الكرة، بالإضافة إلى توفير تمريرات عرضية ماهرة لمهاجمي الوسط والمهاجمين. بعض المهاجمين قادرون على العمل كأجنحة خلف مهاجم وحيد. في خط الوسط المكون من ثلاثة لاعبين، يتم أحيانًا نشر أجنحة متخصصة أسفل الأجنحة جنبًا إلى جنب مع لاعب الوسط أو صانع الألعاب.
والأكثر إلحاحًا هو دور الظهير الجناح، حيث من المتوقع أن يقدم اللاعب الواسع الدفاع والهجوم. نظرًا لأنه يمكن تصنيف دور الجناح على أنه مهاجم أو لاعب خط وسط، فإن هذا الدور بدلاً من ذلك يطمس الفجوة بين المدافع ولاعب الوسط. من المعروف أن المدرب الإيطالي أنطونيو كونتي يستخدم لاعبي خط الوسط أو الأجنحة الذين يلعبون دور الظهير في علامته التجارية 3-5-2 و3-4-3، على سبيل المثال؛ من المتوقع أن يقوم هؤلاء اللاعبون بالضغط وتقديم الاتساع في الهجوم بالإضافة إلى تعقبهم ومساعدة فريقهم دفاعيًا.
في بعض الأحيان، يمكن أن يشغل نوع مختلف من اللاعبين دور الجناح. على سبيل المثال، من المعروف أن بعض المدربين يستخدمون «رجل هدف واسع» في الجناح، أي لاعب كبير وبدني يلعب عادة كقلب مهاجم، والذي سيحاول الفوز بتحديات جوية وإمساك الكرة الخاصرة، أو اسحب المدافعين عن مركزهم؛ روميلو لوكاكو، على سبيل المثال، تم استخدامه في هذا الدور في بعض الأحيان. مثال آخر هو ماريو ماندوكيتش تحت قيادة المدرب ماسيميليانو أليجري في يوفنتوس خلال موسم 2016-2017. عادةً ما يكون مهاجمًا، تم استخدامه بدلاً من ذلك على الجهة اليسرى، وكان مطلوبًا منه الفوز بالمبارزات الهوائية، وإمساك الكرة، وخلق مساحة، بالإضافة إلى تكليفه بالضغط على اللاعبين المنافسين.

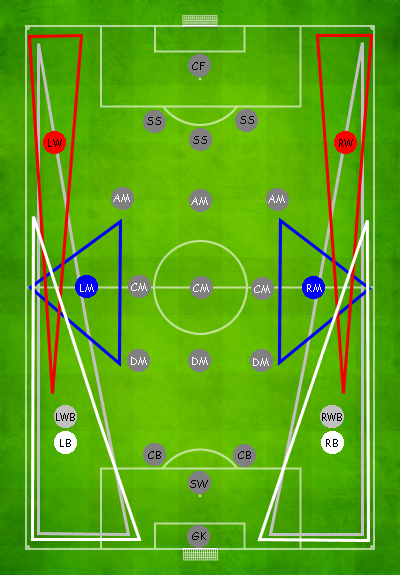
الأجنحة موضحة باللون الأحمر، بينما "الرجال العريضون" (الذين يلعبون إلى جانب لاعبي الوسط) يشار إليهم باللون الأزرق.

اليوم، عادةً ما يكون الجناح لاعب خط وسط مهاجم يتمركز في موقع واسع بالقرب من خطوط التماس. كانت الأجنحة مثل ستانلي ماثيوز أو جيمي جونستون تُصنف على أنها مهاجمون خارجيون في تشكيلات تقليدية على شكل حرف W، وكانت تُعرف رسميًا باسم «خارج اليمين» أو «خارج اليسار»، ولكن مع تطور التكتيكات خلال الأربعين عامًا الماضية، تراجعت الأجنحة إلى مواقع ميدانية أعمق ويتم تصنيفها الآن عادةً كجزء من خط الوسط، عادةً في تشكيلات 4-4-2 أو 4-5-1 (ولكن أثناء هجوم الفريق، فإنها تميل إلى أن تشبه 4-2-4 / 2 –4–4 و4–3–3 تشكيلات على التوالي).
تشمل مسؤوليات الجناح ما يلي:
- توفير «حضور واسع» كخيار تمرير على الجناح.
- للتغلب على الظهير المقابل سواء بالمهارة أو بالسرعة.
- لقراءة التمريرات من خط الوسط التي تمنحهم فرصة عرضية واضحة، عند التقدم بعيدًا، أو التي تمنحهم فرصة تسجيل واضحة، عند الاقتحام نحو المرمى.
- لمضاعفة جناح الخصم، خاصة عندما يتم «تمييزه بعلامة مزدوجة» من قبل كل من ظهير الفريق والجناح.

الجناح النموذجي سريع ومخادع ويتمتع بـ «احتضان» خط التماس، أي الجري في الملعب بالقرب من خط التماس وتقديم العرضيات. ومع ذلك، يمكن للاعبين بسمات مختلفة النجاح في الجناح أيضًا. يفضل بعض الأجنحة قطع الملعب (بدلاً من البقاء على نطاق واسع) ويشكلون تهديدًا كصناع ألعاب من خلال لعب تمريرات قطرية إلى الأمام أو تسديد الكرة نحو المرمى. حتى اللاعبين الذين لا يعتبرون سريعًا، تم إشراكهم بنجاح كأجنحة على مستوى النادي والمستوى الدولي لقدرتهم على إنشاء اللعب من الجناح. في بعض الأحيان يتم إعطاء الأجنحة دورًا مجانيًا للتجول عبر خط المواجهة ويتم إعفاؤهم من المسؤوليات الدفاعية.
القدرات النموذجية للأجنحة تشمل:
- مهارة فنية للتغلب على الظهير في موقف واحد لواحد.
- بيس، للتغلب على الظهير واحد لواحد.
- عبور القدرة عند الخروج على نطاق واسع.
- قدرة جيدة خارج الكرة عند قراءة تمريرة من خط الوسط أو من زملائه المهاجمين.
- قدرة جيدة على التمرير ورباطة جأش، للاحتفاظ بالاستحواذ أثناء التواجد في منطقة الخصم.
- يجب أن يكون الجناح الحديث مرتاحًا أيضًا على أي من الجناحين للتكيف مع التغييرات التكتيكية السريعة التي يتطلبها المدرب.

على الرغم من أن الأجنحة جزء مألوف في كرة القدم، فإن استخدام الأجنحة ليس عالميًا بأي حال من الأحوال. هناك العديد من فرق كرة القدم الناجحة التي تعمل بدون أجنحة. أحد الأمثلة الشهيرة هو ميلان كارلو أنشيلوتي في أواخر العقد الأول من القرن الحادي والعشرين، والذي يلعب عادةً في تشكيل خط وسط ضيق من الماس أو في تشكيل شجرة عيد الميلاد (4–3–2–1)، بالاعتماد على المدافعين لتوفير العرض المطلوب أسفل الأجنحة.

### جناح مقلوب

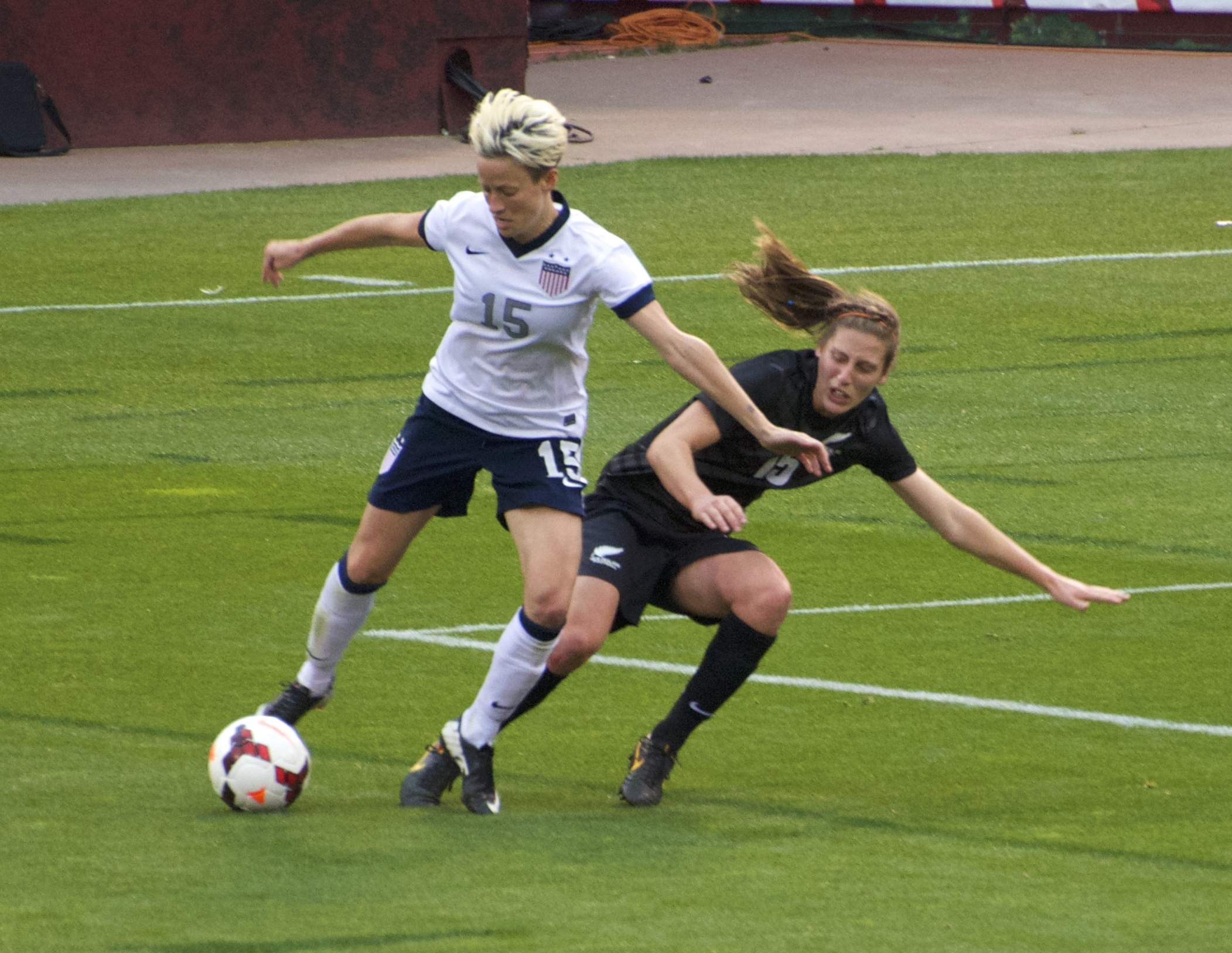
تم نشر لاعبة خط وسط USWNT ميجان رابينو (على اليسار) كجناح مقلوب طوال مسيرتها المهنية.

الجناح المقلوب هو تطور تكتيكي حديث لموقف الجناح التقليدي. يتم تعيين معظم الأجنحة على جانبي الملعب بناءً على قدميهم، مع وجود لاعبين بالقدم اليمنى على اليمين والقدم اليسرى على اليسار. هذا يفترض أن تعيين لاعب إلى جانبه الطبيعي يضمن تمريرة عرضية أكثر قوة بالإضافة إلى حماية أكبر للكرة على طول خطوط اللمس. ومع ذلك، عندما ينقلب المركز ويلعب الجناح بدلاً من ذلك من الداخل إلى الخارج على الجهة المقابلة (أي، لاعب بالقدم اليمنى كجناح أيسر مقلوب)، يصبحون فعليًا مهاجمين داعمين ويلعبون دورًا أساسيًا في الهجوم.
بدلا من سحب تقليديا الخصم الظهير خارج وأسفل الأجنحة قبل عبور الكرة قرب خط من قبل، وتحديد المواقع لاعب جناح على الجانب المقابل من ميدان تسمح للاعب لقطع في وحول مربع 18 ياردة، إما تمريرات خيطية بين المدافعين أو تسديد على المرمى باستخدام القدم المسيطرة. اكتسب هذا التكتيك الهجومي شهرة في اللعبة الحديثة نظرًا لأنه يمنح الأجنحة التقليدية قدرة أكبر على الحركة مثل صانعي الألعاب والهدافين،  مثل الجناح الأيمن دومينيكو بيراردي من ساسولو الذي حقق 30 هدفًا في مسيرته أسرع من أي لاعب. في نصف القرن الماضي من دوري الدرجة الاولى الايطالي لكرة القدم. لا يقتصر الأمر على قدرة الأجنحة المقلوبة على دفع الظهيرين إلى جوانبها الضعيفة فحسب، بل إنها أيضًا قادرة على الانتشار وإجبار الفريق الآخر على الدفاع بشكل أعمق حيث يتجه المهاجمون والظهير نحو الهدف، مما يخلق في النهاية المزيد من فرص التسجيل.

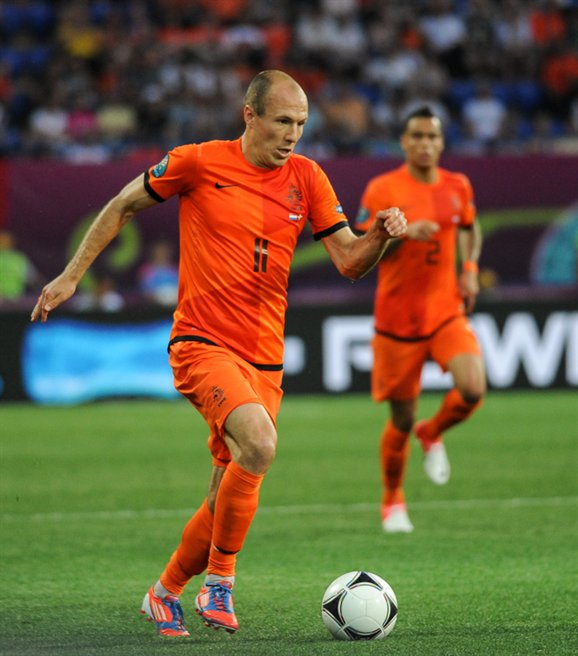
على الرغم من أن أرجين روبن الذي يلعب بالقدم اليسرى بشكل طبيعي قد تم استخدامه في كثير من الأحيان كجناح مقلوب على الجهة اليمنى طوال مسيرته، مما يسمح له بالاختراق في الداخل والتسديد على المرمى بقدمه القوية.

من بين لاعبي خط الوسط الآخرين في هذا النموذج التكتيكي، ليونيل ميسي  وإيدن هازارد،  بالإضافة إلى ميغان رابينو من منتخب الولايات المتحدة لكرة القدم للسيدات. غالبًا ما تختار أندية مثل ريال مدريد اللعب بأجنحة في الجناح «الكاذب» لهذا السبب؛ غالبًا ما لعب جوزيه مورينيو مدرب ريال مدريد السابق دور أنخيل دي ماريا على اليمين وكريستيانو رونالدو على اليسار. غالبًا ما لعب يوب هاينكس، المدير الفني السابق لبايرن ميونيخ، دور أريين روبن بالقدم اليسرى على الجهة اليمنى والقدم اليمنى فرانك ريبيري على اليسار. كان الجناح الألماني يورغن غرابوفسكي من أبرز ممارسي اللعب من أي من الجناحين، حيث ساعدت مرونته ألمانيا على احتلال المركز الثالث في كأس العالم 1970، واللقب العالمي في 1974.
الوصف الذي تم استخدامه في وسائل الإعلام لتسمية تباين في وضع الجناح المقلوب هو وصف «الجناح المهاجم» أو «الكاذب» أو «الهداف»، كما يتضح من دور كريستيانو رونالدو على الجهة اليسرى خلال الفترة التي قضاها في ريال مدريد على وجه الخصوص. تم استخدام هذه التسمية لوصف الجناح المقلوب ذي العقلية الهجومية، والذي يبدو أنه يعمل على نطاق واسع على الورق، ولكن بدلاً من ذلك سيتم إعطاؤه الحرية في تنفيذ الركلات غير المميزة إلى مناطق مركزية أكثر تقدمًا داخل منطقة الجزاء، من أجل التقدم نهاية التمريرات العرضية وتسجيل الأهداف، وتعمل بشكل فعال كمهاجم. هذا الدور يمكن مقارنته إلى حد ما بما يُعرف بدور الراومديوتر في لغة كرة القدم الألمانية (حرفيًا «مترجم الفضاء»)، كما يتضح من توماس مولر، وهو لاعب ذو عقلية هجومية واسعة، والذي سينتقل إلى المناطق المركزية من أجل إيجاد مساحات يمكن من خلالها تلقي التمريرات والتسجيل أو الأهداف المساعدة، على الرغم من أنه ليس بارعًا جدًا في المراوغة ويفتقر إلى السرعة لتجاوز المدافعين بسرعة.

### جناح كاذب
«الجناح الخاطئ» أو «السبعة والنصف» هي تسمية تم استخدامها لوصف نوع اللاعب الذي يلعب عادة بشكل مركزي، ولكنه يتم نشره على الورق على نطاق واسع؛ ومع ذلك، أثناء سير المباراة، سيتحركون للداخل ويعملون في وسط الملعب، من أجل سحب المدافعين من مواقعهم، وإزدحام خط الوسط وإعطاء فريقهم ميزة عددية في هذه المنطقة، حتى يتمكنوا من السيطرة. الاستحواذ في منتصف الملعب وخلق فرص للمهاجمين؛ هذا الموقف يترك أيضًا مساحة للظهير للقيام بالهجوم المتداخل على الجناح. سمير نصري، الذي تم توظيفه في هذا الدور، وصفه ذات مرة بأنه «صانع ألعاب غير محوري».